# De Fanfaar
De Fanfaar was een Vlaamse rockband die in het Brusselse dialect zingt.
De Fanfaar bestaat uit Jeroen Camerlynck (zang en gitaar), Sybren Camerlynck (bas en zang), Tim Toegaert (gitaar en zang) en Laurens De Schutter (drums).

## Biografie
De Fanfaar werd opgericht in 2004 door de broers Jeroen en Sybren Camerlynck. Samen met drummer Tom Ramboer begonnen ze midden 2004 liedjes te maken. Het eerste nummer dat ze speelden en ook opnamen was 'Gigippeke van Meulebeik' van Urbanus. In de herfst van 2005 namen ze deel aan de Nekka-Wedstrijd voor Nederlandstalig nieuw talent. Ze haalden de finale in de AB en dat was de springplank naar een aantal voorprogramma's van Nederlandstalige groepen als 't Hof van Commerce, Gorki en De Kreuners.
Na de verschijning van hun eerste single 'Adieu' wonnen ze in 2008 onder meer de Nederpopprijs en speelden ze op het Van Eigen Bodem festival te Zwolle. Eind 2008 werd de tweede single 'Tellevees' uitgebracht.
Op 26 april 2009 kwam het album 'Zonder Compasse' uit. De Fanfaar toerde in 2009 door Vlaanderen ter promotie van deze plaat en speelde zo op festivals zoals Rock Ternat, Zandrock festival, Jospop, Vijverfestival en het Hageland Festival.
In 2010 verscheen het tweede album, onder begeleiding van Ace Zec (Customs). Dezelfde dag stelde de band de plaat voor in een uitverkochte AB Club te Brussel. Ook tijdens deze cd-voorstelling stelde De Fanfaar zijn kersverse gitarist voor: Tim Toegaert bekend van onder andere Janez Detd. en Dearly Deported.
Begin januari 2011 werd de single en video voor het nummer 'Liefde is...' gelanceerd. Van de licht seksueel getinte video wordt een gecensureerde en ook een niet-gecensureerde versie online gezet.
Op 3 mei 2011 lanceerde De Fanfaar zijn zesde single en video, deze keer voor 'Doodverveellied', een nummer opgenomen met medewerking van Jan De Wilde en Gianni Marzo (Isbells). Ook Urbanus speelde mee in de videoclip van 'Doodverveellied'.
Begin juli 2011 maakte De Fanfaar samen met de Brusselse folkband 'Emballage Kado' de cd 'Ik ben getrouwd met een kwaai griet', een cd met negen bewerkte middeleeuwse liederen.
Tijdens de zomer van 2011 speelde De Fanfaar op festivals zoals Brosella, Jospop, Boerenrock maar ook in de gevangenis van Leuven.
Maart 2012 maakte Tom Ramboer bekend dat hij De Fanfaar na zeven jaar verlaat om tijd te maken voor andere zaken.
September 2012 was De Fanfaar te gast in 'De Zevende Dag', een politiek praatprogramma op Eén. Ze brachten er het liedje 'Ce Soir...'.
Op 28 januari 2013 bracht De Fanfaar het album 'Monster' uit, met nieuwe drummer Yannick De Clerck. Op de plaat staan gastbijdragen van onder anderen Berlaen, Luc De Vos (Gorki) en Marco Roelofs (De Heideroosjes).
Op 7 maart 2013 stelde De Fanfaar zijn plaat Monster voor in een uitverkochte AB Club te Brussel.
Kort nadat dit album uitkwam nam De Fanfaar in samenwerking met Muntpunt/Brussel Is een video en liedje op met 25 baby's, dit alles ter gelegenheid van de internationale dag tegen racisme.
Begin augustus stelde De Fanfaar een nieuwe concertreeks voor onder de noemer 'De Fanfaar Naakt', een akoestische show waarbij de gebroeders Camerlynck hun liedjes in een 'uitgeklede' versie brengen. Het tweede optreden in deze bezetting was voor 1500 mensen in het voorprogramma van De Nieuwe Snaar. Ze brachten de show in 2013 in tal van cafés, zaaltjes en huiskamers.
In 2014 fungeerde De Fanfaar voornamelijk als begeleidingsband van Urbanus. Zo namen ze samen de videoclip 'De gas wordt afgesloten' op en tourden ze door heel Vlaanderen onder de naam 'Urbanus en De Fanfaar'.
Begin 2015 bracht De Fanfaar zijn 4de album uit 'De Raven Komen' en stelde deze voor in een zo goed als uitverkochte AB Club. De singles 'Superheld', 'Elvis', 'Ik wil dans' en 'De Raven Komen' krijgen telkens een bijzondere videoclip mee.
Tijdens de zomer van 2015 ging De Fanfaar 'on the road' om hun nieuwe plaat voor te stellen, maar ze trokken ook weer de baan op met Urbanus.
In 2018 bracht de band de song ‘Dansen op Nirvana’ uit. De song kwam binnen op 15 in De Afrekening van Studio Brussel. Kort hierna besloot de band op te houden te bestaan.

## Urbanus
Voor De Fanfaar begon het in 2004 allemaal met een cover van 'Gigippeke van Meulebeik', maar het duurde tot 2011 voordat de band een eerste keer met Urbanus ging samenwerken. Dit resulteerde in de video voor het Fanfaarnummer 'Doodverveellied'.
Midden oktober 2013 was De Fanfaar de muzikale gast in het VTM-programma 'Lang leve...Urbanus'. De Fanfaar nam met Urbanus ook het nummer 'Boel!' op, een van de nieuwe nummers van het album 'Wan Troe Tie'. De Fanfaar ging in november met Urbanus meermaals de baan op ter promotie van deze plaat (Qmusic, Café Corsari, Stu Bru, Ring TV etc.).
Tijdens de zomer van 2014 ging de band op tour met Urbanus onder de naam 'Urbanus en De Fanfaar'. Ze spelen oude en nieuwe Urbanushits. De tour bracht hun onder meer op Suikerrock, p'LatseDoen, Dranouter, Crammerock en Summer Swing.
In 2015 werd er opnieuw getourd. 21 festivals, waaronder Pinkpop, stonden op de agenda.
In december 2023 kondigde Urbanus aan in de zomer van 2024 opnieuw op tournee te gaan met De Fanfaar.

## Prijzen
- finalist Nekka wedstrijd 2005
- finalist 'Zo is er maar één' 2007
- winnaar Nederpopprijs 2008

## Discografie
- Dendemotweedeuzenenvaaif (demo - 2005, eigen beheer)
- Ik zen Elentrik (ep - 2007, eigen beheer)
- Zonder Compasse (full cd - 2009, LC Music)
- Glorie Glorie (full cd - 2010, PIAS)
- Ik ben getrouwd met een kwaaie griet (+ Emballage Kado) (full cd - 2011, Brosella, Davidsfonds)
- Monster (full cd 2013, PIAS/ARTKOOR)
- De Fanfaar live in de AB (livealbum 2013, ARTKOOR)
- Urbanus & De Fanfaar LIVE (box Urbanus Integraal - 2014, Universal)
- De Raven Komen (full cd - 2015, PIAS/ARTKOOR)

## Hitnotaties

### Albums
| Album met hitnotering(en) in de Vlaamse Ultratop 200 albums | Datum van verschijnen | Datum van binnenkomst | Hoogste positie | Aantal weken | Opmerkingen |
| ----------------------------------------------------------- | --------------------- | --------------------- | --------------- | ------------ | ----------- |
| Monster                                                     | 2013                  | 09-02-2013            | 187             | 1            |             |
| De Raven Komen                                              | 2015                  | 24-01-2015            | 171             | 2            |             |